# La Forêt-Fouesnant
La Forêt-Fouesnant is een gemeente in het Franse departement Finistère, in de regio Bretagne. De plaats maakt deel uit van het arrondissement Quimper. La Forêt-Fouesnant telde op 1 januari 2022 3.485 inwoners.

## Geografie
De oppervlakte van La Forêt-Fouesnant bedroeg op 1 januari 2022 18,53 vierkante kilometer; de bevolkingsdichtheid was toen 188,1 inwoners per km².

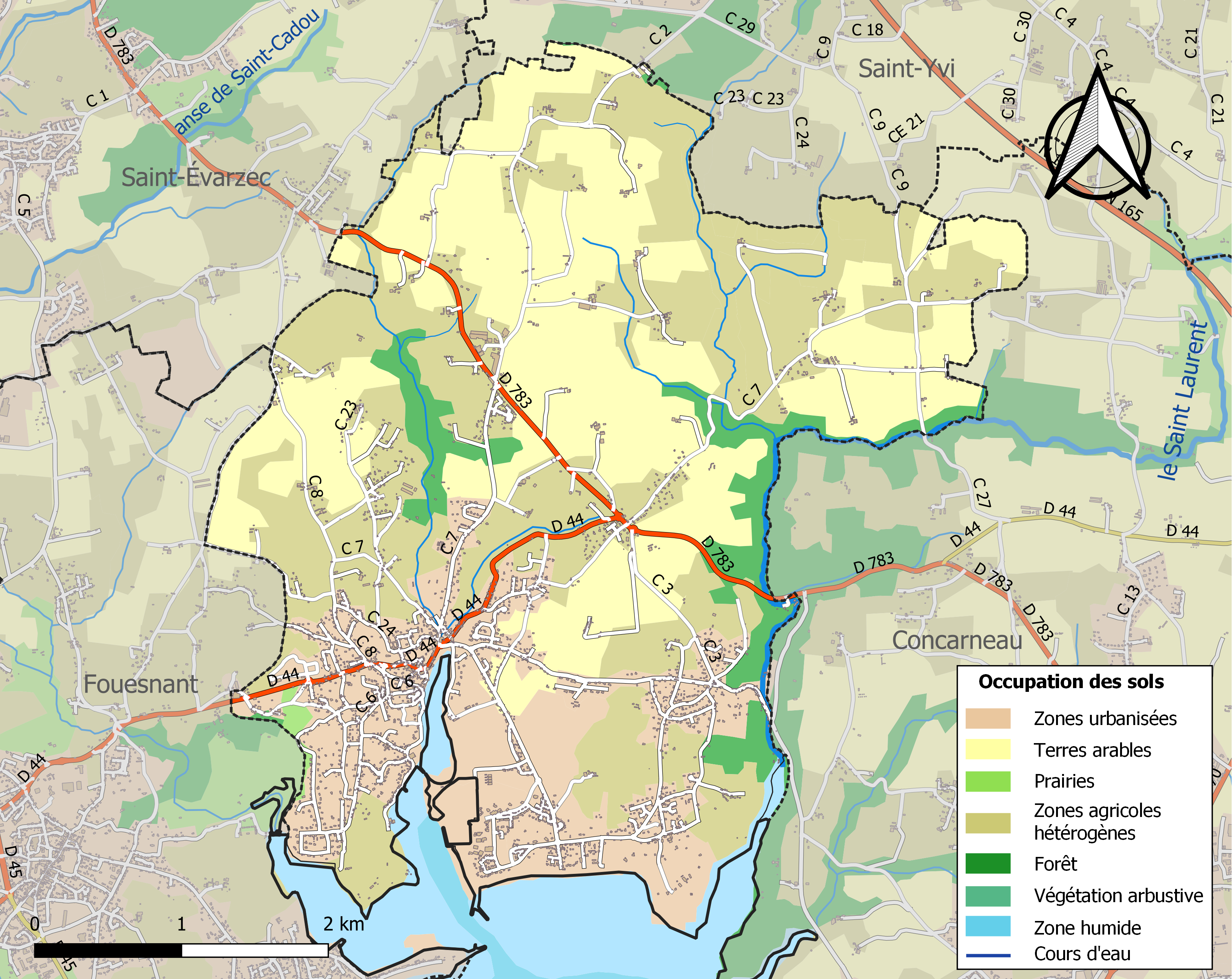
Kaart van de gemeente met belangrijkste infrastructuur, bodemgebruik en omliggende gemeenten

## Demografie
Onderstaande figuur toont het verloop van het inwonertal (bron: INSEE-tellingen).

## Afbeedingen

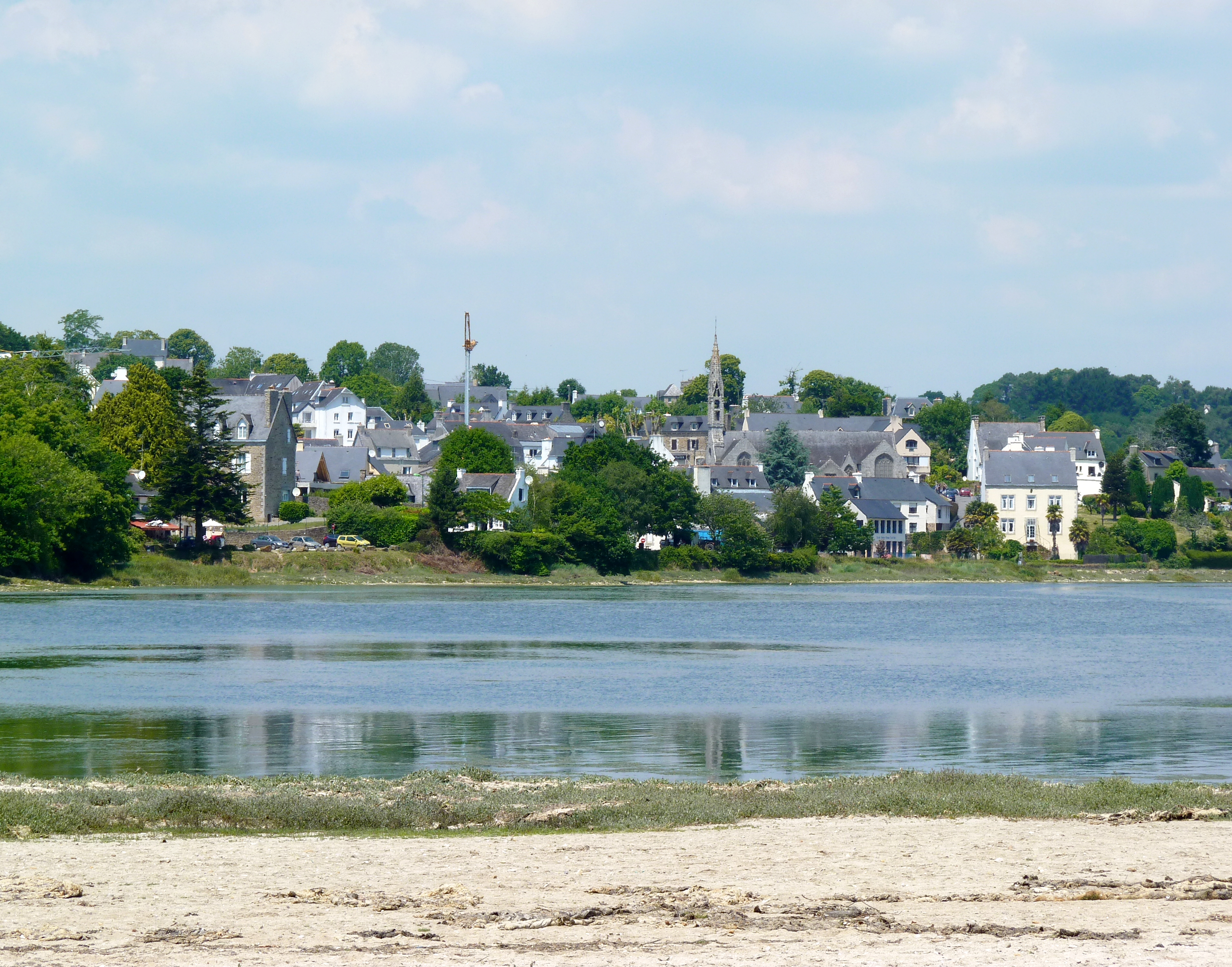
Gezicht op La Forêt-Fouesnant
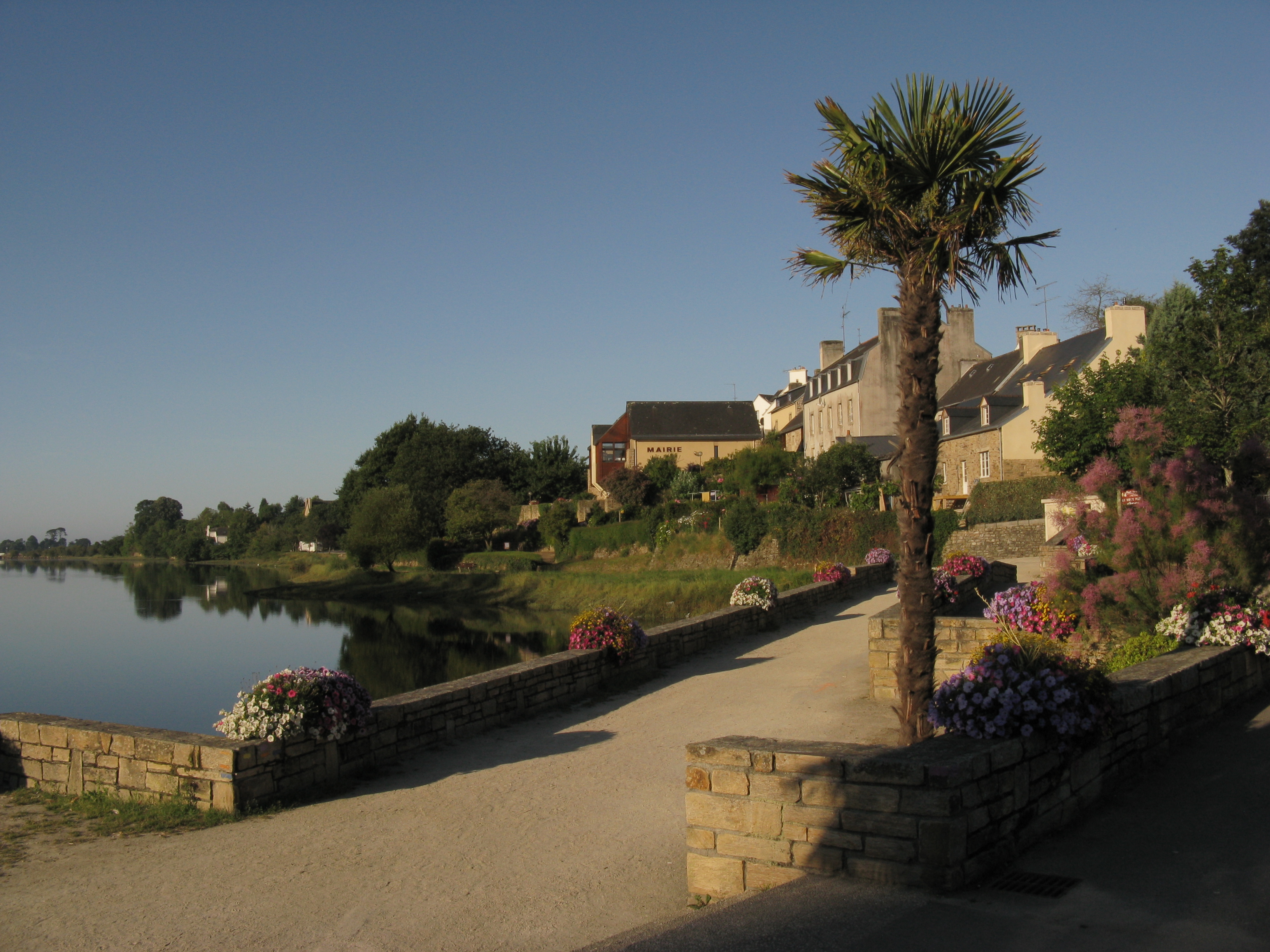
Gemeentehuis
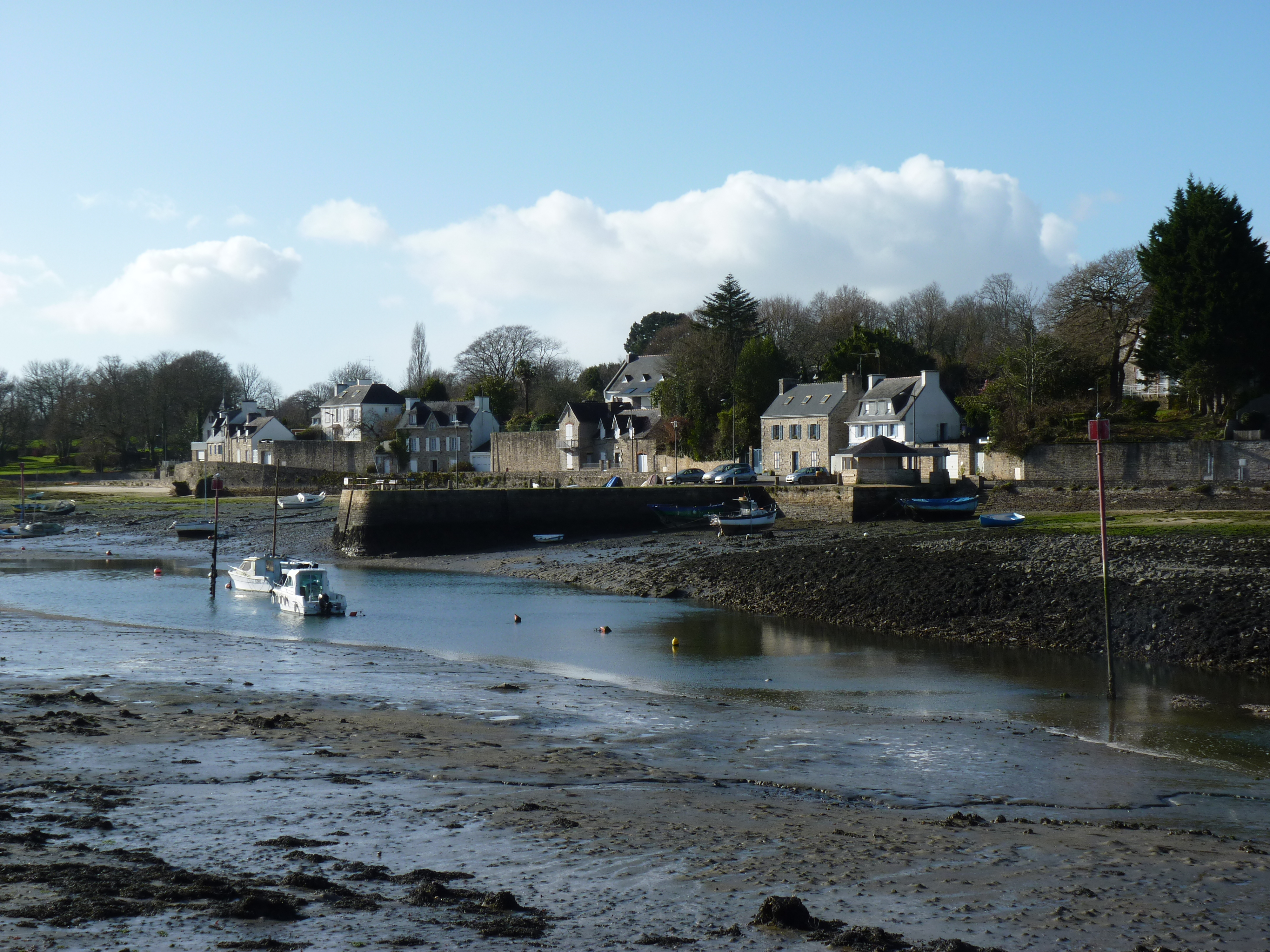
Haven

Bénodet · Clohars-Fouesnant · La Forêt-Fouesnant · Ergué-Gabéric · Fouesnant · Gouesnach · Pleuven · Saint-Évarzec